# Juillet 1828

## Événements
- 4 juillet, États-Unis : la construction du chemin de fer de la société Baltimore and Ohio Railroad débute avec une première pierre posée par Charles Carroll de Carrollton.

- 27 juillet :
  - mort du roi mérina Radama Ier. Sa première femme et cousine Ramavo est proclamée reine par l’armée et la noblesse et prend le nom de Ranavalona;
  - début du règne de Ranavalona, reine de Madagascar, qui pratique une politique xénophobe et réactionnaire (fin en 1861). Rainiharo, époux de Ranavalona, devient Premier ministre.

- 31 juillet : mission scientifique française en Égypte, avec Jean-François Champollion (fin en 1830).

## Naissances
- 7 juillet :
  - Heinrich von Ferstel (mort le 14 juillet 1883), architecte autrichien
  - Umewaka Minoru I (mort le 19 janvier 1909), acteur japonais du théâtre nō

- 14 juillet : Hippolyte Noël (mort en 1894), peintre et dessinateur français.
- 21 juillet : Otto von Thoren (mort en 1889), peintre autrichien

## Décès
- 7 juillet :
  - George Heinrich Weber (né le 27 juillet 1752), botaniste allemand
  - August Hermann Niemeyer (né le 1er septembre 1754), pédagogue et universitaire allemand

- 15 juillet : Jean-Antoine Houdon, sculpteur français.